# 文地站
文地站，位于中华人民共和国广西壮族自治区玉林市博白县文地镇，是洛湛铁路、黎湛铁路上的火车站，建于1955年。由南宁铁路局管辖。

## 車站周邊
- 博白县公安局文地派出所
- 博白富垠酒店
- 文地汽车站
- 文地一中

## 歷史
- 建于1954年。

## 外部連結
- 中国铁路客户服务中心 （页面存档备份，存于）